# You Gotta See This
You Gotta See This (Tienes Que Ver Esto en Latinoamérica) fue un reality show de Estados Unidos, serie producida por Comcast Corporation y Nickelodeon. La serie se estrenó el 21 de julio de 2012, después de un maratón de Bob Esponja durante 11 horas. La serie es conducida por los actores de la serie también de Nickelodeon, How to Rock, Noah Crawford y Chris O'Neal. El show es similar a la serie America's Funniest Home Videos. La serie se estrenó en Latinoamérica y Brasil el día 5 de julio de 2013. Después de emitirse los primeros 9 episodios, Nickelodeon canceló la serie por bajos índices de audiencia, dejando 11 episodios sin transmitir.

## Sinopsis
Nickelodeon describe la serie como: "Tienes Que Ver Esto combina lo mejor de Internet, material de archivo, entrevistas a celebridades, bromas, bloopers, etc. Es un programa de media hora, que rueda todos los clips que hay que ver de la semana en un paquete muy gracioso".

## Presentadores
Los conductores de la serie son protagonistas de la serie también de Nickelodeon, How to Rock:
- Noah Crawford
- Chris O'Neal

## Episodios
| N.º episodios | Estreno en Estados Unidos | Estreno en Estados Unidos | Estreno en Latinoamérica | Estreno en Latinoamérica |
| N.º episodios | Comienzo                  | Final                     | Comienzo                 | Final                    |
| ------------- | ------------------------- | ------------------------- | ------------------------ | ------------------------ |
| 20            | 21 de julio de 2012       | 1 de abril de 2014        | 5 de julio de 2013       | 23 de noviembre de 2013  |

## Emisiones internacionales
Aunque Tienes Que ver Esto ya no se transmite por Nickelodeon en los Estados Unidos, la serie se estrenó el Nickelodeon Canadá, Nickelodeon (Filipinas), Nickelodeon (Reino Unido e Irlanda) y Nickelodeon Asia en enero de 2013, también en Nickelodeon Australia en enero de 2013, estos países comenzaron al aire con los episodios transmitidos en los Estados Unidos. El 11 de junio, Nickelodeon confirmó el estreno de You Gotta See This en Nickelodeon Brasil y Nickelodeon Latinoamérica el 5 de julio de 2013.